# أوفال (محطة مترو أنفاق لندن)
أوفال (بالإنجليزية: Oval) هي إحدى محطات مترو أنفاق لندن. تقع على خط نورذيرن أفتتحت في المنطقة (Zone) رقم 2 أفتتحت في 18 ديسمبر 1890.